# 金秀镇
金秀镇，是中华人民共和国广西壮族自治区来宾市金秀瑶族自治县下辖的一个乡镇级行政单位。

## 行政区划
金秀镇下辖以下地区：
民乐社区、荣兴社区、六拉村、金田村、和平村、长二村、六段村、共和村、罗孟村、金秀林场生活区和老山林场生活区。